# Секретарская литература
Секретарская литература (или иногда «секретарская проза») — распространенное определение по отношению к произведениям созданными писателями- литературными функционерами занимавшими руководящие позиции секретарей в различных писательских союзах СССР. Хронологически направление в позднесоветской литературе охватывающее произведения созданные в 1960—1980-е годы. Как правило произведения «cекретарской прозы» — это идеологически выверенные многотомные романы-эпопеи, в жанре «социалистического реализма», часто на производственную или революционную тематику. Официозная «секретарская литература» издавалась многомиллионными тиражами и активно пропагандировалась как лучшее достижение советской литературы. Несмотря на это, продавалась в основном весьма плохо, и по воспоминаниям Сергея Чупринина «львиная часть тиражей мастеров так называемой „секретарской прозы“ оседала в бесчисленных массовых библиотеках».
Профессор Нижегородского государственного университета, доктор филологических наук Станислав Сухих констатирует: «Литературный официоз 60-80-х годов, упорно державшийся законсервированного еще в 30-е гг. соцреалистического канона, выродился в так называемую секретарскую литературу. Кризис идеологии моментально уничтожил её».
К представителям «секретарской прозы» относят таких писателей, как Георгий Марков, Сергей Сартаков, Петр Проскурин, Анатолий Иванов, Александр Чаковский. Как литературное явление тесно связано с возникновением (после создания Союза писателей СССР в 30-е годы) понятия «литературный генерал».

## Мнения
Писатель А.Проханов:
В советское время, когда я только вошёл в литературу, у нас господствовали три направления. Первое — огромная деревенская проза. Это были крупнейшие писатели, которые поставили русский вопрос, во весь голос говорили о катастрофе деревни, её последнем издыхании. Было мощное направление — городская трифонианская проза. Это тема глубинной трагедии интеллигенции в сталинские времена. И третье, не менее сильное направление — так называемая секретарская литература. Это литература Иванова, Проскурина, которые создавали официозный советский эпос, полагая, что они продолжают дело Шолохова
Литературовед Л. И. Лазарев. Под колесом (Вопросы литературы.№ 4 июль-август 2006)
Так оно и было, возникла литература, которую не зря стали называть «секретарской». У всех у них, чиновников литературного департамента, выходили многотомные собрания сочинений, которые очень хорошо оплачивались. Вот некоторые данные: Панферов (шесть томов), Кочетов (шесть томов), Софронов (шесть томов), Грибачев (шесть томов), Бабаевский (шесть томов), Первенцев (шесть томов), Сартаков (шесть томов), Чаковский (семь томов), Марков (пять томов), Кожевников (девять томов). О бесчисленных переизданиях и говорить нечего — без счета… Показательно, что с началом «перестройки» ни одного такого рода собрания сочинений уже не выходило, испарились и переиздания. История номенклатурной литературы — фантома, выпестованного сталинской бюрократией, — бесславно кончилась